# Magnus Carlsson (musikalbum)
Magnus Carlsson utkom den 26 april 2006 och är ett album av den svenske artisten Magnus Carlsson. Albumet är skapat med Glenmark och Niklas Strömstedt. Melodierna Lev livet!, Mellan vitt och svart och Discodåre och testades alla på Svensktoppen, men ingen av dem tog sig in på listan.

## Låtlista
1. Som om inget hänt
2. Discodåre
3. Då talar kärleken sitt språk
4. Mellan vitt och svart
5. I mina händer
6. Det största av allt
7. Lev livet!
8. Som din himmel ger mitt hav
9. Mitt hjärta, ta mitt hjärta
10. Funnit min ängel
11. Det måste va med dig
12. Jag ser dig, jag ser dig, jag ser dig

## Medverkande
- Magnus Carlsson - sångare
- Ola Gustavsson - gitarr
- Christer Jansson - trummor, slagverk
- Anders Glenmark - klaviatur, bas, gitarr, producent
- Stockholm Session Strings - musiker

## Listplaceringar
| Lista (2006) | Topplacering |
| ------------ | ------------ |
| Sweden       | 3            |

### Fotnoter
1. ↑  ”Magnus Carlsson”. Swedishcharts. 25 februari 2006. http://smdb.kb.se/catalog/id/002028904. Läst 21 november 2014.
2. ↑  ”Magnus Carlsson”. Swedishcharts. 25 februari 2006. http://www.swedishcharts.com/showitem.asp?interpret=Magnus+Carlsson&titel=Magnus+Carlsson&cat=a. Läst 31 oktober 2012.